# Paul Anderson (herec)
Paul Anderson je anglický filmový a televizní herec, který se proslavil rolí Arthura Shelbyho v seriálu Gangy z Birminghamu, pana Andersona ve filmu Revenant Zmrtvýchvstání z roku 2015 a Sebastiana Morana ve filmu Sherlock Holmes: Hra stínů.

## Kariéra
Anderson se rozhodl věnovat herectví v polovině roku 2000, poté, co mnoho let pracoval jako scalper vstupenek a začínající hudebník, a zapsal se na Webber Douglas Academy of Dramatic Art. Svou hereckou kariéru začal účinkováním ve hrách, které napsal jeho přítel Gregory Burke, a debutoval na plátně Burkovým kritikou uznávaným filmem 71 z roku 2014. Svou první hlavní roli měl v roce 2009 v britském filmu Chuligán.
Zlom v Andersonově kariéře nastal, když byl v roce 2013 obsazen do jedné z hlavních postav v pořadu od BBC Two Gangy z Birminghamu jako Arthur Shelby, gangster v Birminghamu po první světové válce. Od té doby se Anderson objevil v mnoha velkých filmech, včetně V srdci moře Rona Howarda, Revenant Zmrtvýchvstání a Brimstone, který byl uveden v roce 2016.

## Osobní život
Anderson pochází z Kenningtonu v jižním Londýně.
V lednu 2024 byl shledán vinným z držení cracku a dostal pokutu 1 345 £.

## Filmografie

### Film
| Rok  | Titul                           | Role                  | Poznámky |
| ---- | ------------------------------- | --------------------- | -------- |
| 2006 | Smrtící zásnuby                 | Hunter                |          |
| 2008 | Frankie Howerd: Spíše ty než já | Roger                 |          |
| 2009 | Chuligán                        | Bex                   |          |
| 2010 | Sklep                           | Jake                  |          |
| 2011 | Není kam utéct                  | Chris                 |          |
| 2011 | Sherlock Holmes: Hra stínů      | Sebastian Moran       |          |
| 2012 | Piggy                           | Piggy                 |          |
| 2012 | Inspektor Regan                 | Allen                 |          |
| 2012 | Vášeň                           | Dirk                  |          |
| 2013 | Zátiší                          | bezdomovec            |          |
| 2014 | 71                              | seržant Leslie Lewis  |          |
| 2014 | Electricity                     | Barry O'Connor        |          |
| 2015 | Legendy zločinu                 | Albert Donoghue       |          |
| 2015 | V srdci moře                    | Caleb Chappel         |          |
| 2015 | Revenant Zmrtvýchvstání         | Anderson              |          |
| 2016 | Brimstone                       | Frank                 |          |
| 2017 | 24 hodin k přežití              | Jim Morrow            |          |
| 2017 | Nepřátelé                       | desátník Tommy Thomas |          |
| 2018 | Robin Hood                      | Guy of Gisbourne      |          |
| 2021 | Ulička přízraků                 | Geek #1               |          |
| 2024 | Let                             | Donal                 |          |

### Televize
| Rok       | Titul                | Role               | Poznámky                       |
| --------- | -------------------- | ------------------ | ------------------------------ |
| 2003      | Pink Serenade        | Jeremy Fischer     |                                |
| 2005      | Pán času             | Jason              | Epizoda: „Vánoční invaze“      |
| 2007      | Tichý svědek         | DS Dave Leeson     | 2 epizody                      |
| 2008      | Ashes to ashes       | Podezřelý z vraždy | díl: 1.8                       |
| 2008      | Vraždy v Oxfordu     | Frank Sporetti     | Epizoda: „Velký a dobrý“       |
| 2009      | Vraždy v Midsomeru   | Graham Spate       | Epizoda: „Černá kniha“         |
| 2011      | The promise          | Seržant Frank Nash | Minisérie                      |
| 2011      | Vraždy v Oxfordu     | Alistair Darlow    | Epizoda: „Divoká spravedlnost“ |
| 2013      | Top Boy              | Mike               | 3 epizody                      |
| 2013      | Velká vlaková loupež | Gordon Goody       | Minisérie                      |
| 2013–2022 | Gangy z Birminghamu  | Arthur Shelby      | Hlavní role                    |